# Picnic (opera teatrale)
Picnic è un dramma di William Inge, rappresentato per la prima volta a Broadway nel 1953, Premio Pulitzer per la drammaturgia.

## Trama
L'affascinante vagabondo Hal Carter arriva in una piccola città di provincia del Kansas, poco prima del picnic del Labor Day. Sta cercando Alan, un vecchio compagno di college, figlio di un imprenditore di successo: ha intenzione di chiedergli un posto di lavoro nella sua impresa. Aiutato da una gentile vecchia signora, Flo, che lo impiega con qualche lavoretto in giardino, Hal fa ben presto la conoscenza di Madge, una giovane che vive lì vicino assieme alla madre e alla sorella Millie. Madge è la bella del paese, corteggiata da tutti. La madre la spinge verso Alan, perché di ottima famiglia. Sente la responsabilità di dover provvedere alle figlie e di aiutarle a costruirsi un futuro e sa che, con la sua bellezza, Madge può puntare in alto. Ma Madge, anche se esce con Alan regolarmente, non ne è davvero innamorata.
Il picnic lungo le rive del fiume è l'evento centrale della giornata, attorno al quale ruotano tutte le attività e tutte le relazioni del paese. Madge ci va con Alan; Hal si offre di accompagnare la giovane Millie; Rosemary, un'insegnante zitella e pretenziosa, ci va con Howard, un negoziante di mezza età. Giochi e sfide, canti e balli, attrazioni e concorsi di bellezza animano la festa. Hal, con la sua energia e la sua disinvoltura, attira l'attenzione di tutte le donne presenti: Millie, Rosemary, e soprattutto Madge; e scatena dinamiche impreviste e scenate. All'apice della crisi, Madge bacia Hal.
Alan capisce che Madge è attratta da Hal e si infuria con l'amico. Al termine della festa Rosemary trova il coraggio di forzare Howard a vincere l'inerzia e a sposarla. Alan rinfaccia al padre la sua freddezza e la sua disistima per lui. Hal va da Madge, per persuaderla ad andare con lui. Lei inizialmente rifiuta, anche se è perdutamente innamorata dell'uomo; ma poi la sorellina Millie la convince a raggiungere il suo amato. La madre prova a trattenerla, ma è inutile. Madge ha deciso di seguire il cuore. E parte con l'autobus, lasciando il paese e le tensioni palpabili che l'arrivo di Hal aveva fatto riaffiorare.

## Rappresentazioni
La prima rappresentazione è stata il 19 febbraio 1953 al Music Box Theatre di New York, per un totale di 477 repliche, regia di Joshua Logan. Facevano parte del cast originale Ralph Meeker, Eileen Heckart, Arthur O'Connell, Janice Rule, Reta Shaw, Kim Stanley e un giovane Paul Newman al suo debutto a Broadway. Newman aveva fatto il provino per il ruolo di Hal, ma fu scartato perché ritenuto troppo esile per il ruolo.
La prima italiana è stata presentata l'11 febbraio 1960 al Teatro Mercadante di Napoli, nella traduzione di Mino Rolli, regia di Mario Ferrero, scene di Pier Luigi Pizzi; interpreti: Giovanna  Galletti, Ilaria Occhini, Lola  Braccini, Michele Riccardini, Paola Bacci, Edda Soligo, Claudio  Cassinelli, Osvaldo Ruggieri, Lia Angeleri.

## Adattamenti
Nel 1955 Logan diresse anche l'omonimo adattamento cinematografico Picnic, con William Holden nel ruolo di Hal, Kim Novak in quello di Madge e Rosalind Russell nella parte di Rosemary.